# 895 (szám)
A 895 (római számmal: DCCCXCV) egy természetes szám, félprím, az 5 és a 179 szorzata.

## A szám a matematikában
A tízes számrendszerbeli 895-ös a kettes számrendszerben 1101111111, a nyolcas számrendszerben 1577, a tizenhatos számrendszerben 37F alakban írható fel.
A 895 páratlan szám, összetett szám, azon belül félprím, kanonikus alakban az 51 · 1791 szorzattal, normálalakban a 8,95 · 102 szorzattal írható fel. Négy osztója van a természetes számok halmazán, ezek növekvő sorrendben: 1, 5, 179 és 895.
A 895 négyzete 801 025, köbe 716 917 375, négyzetgyöke 29,91655, köbgyöke 9,63698, reciproka 0,0011173. A 895 egység sugarú kör kerülete 5623,45085 egység, területe 2 516 494,255 területegység; a 895 egység sugarú gömb térfogata 3 003 016 478,0 térfogategység.